# 31 Волопаса
31 Волопаса (лат. 31 Boötis, HD 129312) — двойная звезда в созвездии Волопаса на расстоянии приблизительно 474 световых лет (около 145 парсеков) от Солнца. Видимая звёздная величина звезды — +4,862m. Возраст звезды определён как около 210 млн лет.

## Характеристики
Первый компонент — жёлтый гигант спектрального класса G7IIIa, или G6,5III, или G5. Масса — около 4,04 солнечных, радиус — около 22,521 солнечных, светимость — около 274,915 солнечных. Эффективная температура — около 4874 K.
Второй компонент — коричневый карлик. Масса — около 41,93 юпитерианских. Удалён на 2,382 а.е..